# KUROYUME BOX+
『KUROYUME BOX+』（くろゆめボックス・プラス）は、日本のロックバンド、黒夢のボックス・セット。

## 概要
- 黒夢の結成30周年を記念し、2004年に発売された『KUROYUME BOX』を、『Cruel』から『1997.10.31 LIVE AT 新宿LOFT』までの5作に全曲リマスタリングを施し、DVDには前回では未収録だった7曲のミュージックビデオも追加した再発盤[2][注 1]。
ただし『迷える百合達〜Romance of Scarlet〜』については今回も未収録となった[注 2]。

## 収録内容
収録曲については各項を参照
- Cruel
- feminism
- FAKE STAR〜I'M JUST A JAPANESE FAKE ROCKER〜
- Drug TReatment
- 1997.10.31 LIVE AT 新宿LOFT
- CORKSCREW
- All Pictures(特典DVD)